# Дім блукачів
Дім блукачів (рос. Дом Скитальцев) — науково-фантастична повість російського радянського письменника Олександра Мірера. Повість є другою частиною однойменної дилогії. Уперше повість видана у 1976 році у видавництві «Дитяча література» разом із першою частиною дилогії «Головний полудень» тиражем у 100 тисяч екземплярів., пізніше також неодноразово перевидавалась. У книзі продовжено опис спроби інопланетного вторгнення на Землю за допомогою технології перезапису свідомості інопланетян у мозок людей, а також дано опис тоталітарного суспільства інопланетян (балогів або Цивілізації шляху), вся енергія якої направлена на захоплення та поневолення інших розумних істот.

## Ідея
Основною ідеєю дилогії є протистояння земної цивілізації спробі вторгнення цивілізації балогів (або так званої Цивілізації шляху). Головною особливістю цієї цивілізації — оволодіння технологією пересадки розуму із одного тіла до іншого.
У зв'язку із тим, що свідомість індивіду стає безсмертним, головним завданням цивілізації стає пошук тіл, які підходять для пересадки свідомості індивідів, чиє тіло вже померло. Такі свідомості знаходяться у спеціальних контейнерах на давно колонізованих балогами планетах. Основним джерелом таких тіл є колонізація інших планет, які населені розумними істотами. Сама колонізація проходить у два етапи. Перший полягає у таємному поступовому завантаженні свідомості прибульців у тіла керівників планети. Другий полягає у безпосередньому масовому захопленні тіл аборигенів.

## Сюжет
Повість продовжує розповідь про невдалу висадку десанту інопланетян у радянському райцентрі Тугарин. Основний десант загарбників після погрози застосування проти них ядерної зброї відкликаний із Землі. Проте деяка кількість десантників, які були задіяні у зірваній операції, залишились на Землі, щоб спробувати реалізувати нову операцію із захоплення контролю над керівниками найбільш розвинутих та потужних держав Землі. Оскільки вчені Землі придумали способи виявлення чужорідної свідомості в тілах людей, інопланетяни для збереження своєї присутності на Землі використовують тіла тварин. Цей план їм частково вдався, і в тілах тварин вони змогли покинути територію СРСР. Проте частина вчених зуміли передбачити таку ситуацію. Їм вдалось налагодити контакт із представниками цивілізації балогів, які не погоджувалися із колонізаторською сутністю Цивілізації Шляху, та які називали себе товариством Замкнених. Із їх допомогою вдалося завантажити свідомість двох земних підлітків Маші та Сєви у тіла космічних інженерів Глора та Нік, які працюють на космічній станції на одній із планет балогів. Сама операція проходила через гіперпросторовий тунель. Свідомість земних дітей виявилась не тільки стійкою до проникнення свідомості балогів, а й може пригнічувати при її пересадці свідомість самих балогів, що й зробило можливим проведення операції з перевтілення дітей у чуже тіло. Свідомість дорослих землян, як і більшості інших жителів нашої Галактики, при пересадці підпорядковувалась свідомості балогів. На фоні цього описується також тоталітарне та гіперцентралізоване суспільство балогів, основною ідеєю якого є оволодіння чужими планетами та технологіями. Суспільство балогів підпорядковане невеликій кількості осіб (Командорів Шляху), просякнуте тотальним контролем та недовірою. Уся енергія суспільства направляється на завоювання все нових планет, а оплатою членам суспільства за їх внесок у спільні зусилля є надання нових тіл для їх родичів, свідомість яких зберігається у спеціальних контейнерах. Основним завданням підлітків полягає у тому, щоб роздобути детектор-розпізнавач особи. Будова цього приладу є одним із найбільших секретів, а сам прилад повсюдно використовується для ідентифікації, без якої іншопланетяни просто безперервно крали б тіла один у одного. Глор-Сєва зумів отримати посаду ординарця при Командорі Шляху, одному із трьох верховних правителів планети. Він перезавантажується у тіло Командора та добуває матрицю детектора. Після цього прилад успішно доставляється на Землю, що призводить до зупинки колонізації нашої планети.

## Переклади
Повість перекладена болгарською мовою у 1984 році, та надрукована у видавництві «Отечество» в Софії разом із першою частиною дилогії під спільною назвою «Домът на скитащите». Повість також перекладена естонською мовою, та надрукована у Таллінні у 1984 році у видавництві «Eesti Raamat» під назвою «Kus on rändurite kodu?».